# Юнинский, Александр
Александр Юнинский (англ. Alexander Uninsky; 15 февраля 1910, Киев — 19 декабря 1972, Даллас) — американский пианист украинского происхождения.
Учился в Киевской консерватории у Сергея Тарновского, затем (c 1923 г.) в Париже у Лазара Леви. Широко гастролировал с 1927 г. Излюбленным композитором Юнинского был Шопен, поэтому неудивительно, что в 1932 г. он завоевал первую премию на Втором Международном конкурсе пианистов имени Шопена в Варшаве. В 1950-60-е гг. Юнинским были осуществлены многочисленные записи шопеновской музыки.
Вплоть до Второй мировой войны Юнинский жил преимущественно во Франции, в 1939—1940 гг. служил во французской армии. Затем выехал через Латинскую Америку в США, в 1942 г. дебютировал в Карнеги-холле. С 1955 г. он был профессором консерватории Торонто, а затем Южного методистского университета в США. Среди его учеников, в частности, Дубравка Томшич и Дэвид Голуб.